# Mine's

Mine's est un préparateur automobile fondé au Japon par Tsuzo Niikura, un employé d'une fabrique de pneus Bridgestone. 
Spécialisé dans les pièces de tuning ultra performantes, Mine's occupe une place très importante dans l'univers du tuning depuis le milieu des années 1980. 
La marque ne s'intéresse pas qu'à la vitesse, mais aussi au tuning urbain.
Depuis son usine de Hayama, la marque continue à produire des voitures très performantes, souvent en collaboration de Mitsubishi et de Nissan.
Les voitures préparées par Mine's sont:
Nissan GT-R R35
Nissan Skyline GT-R R34
Nissan Fuga Y50-1
Nissan Fairlady Z33-4
Subaru Legacy
Subaru Impreza
Mitsbishi Lancer Evolution 6-9-10
L'une des meilleures créations de Mine's est la voiture BNR34 Skyline GTR de 2006.